# Сушене
Сушенето е процес на отделяне на влагата (някаква течност като напр. вода или друг разтворител) от дадена суровина. За да се изпари влагата е необходимо подаването на топлина.
Познати са различни видове сушене:
- конвективно – най-често с топъл въздух или инертен газ
- контактно – топлината се предава чрез топлопроводност
- радиационно – топлината се предава чрез (топлинно) лъчение
- индуктивно – под действието на микровълни и др.
- с химически агенти – например безводен меден сулфат, калциев хлорид, силикагел и др.
- сублимационно сушене (лиофилизация)

Най-често сушенето се извършва конвективно с помощта на предварително нагрят въздух. Широко разпространено, особено в бита и селското стопанство е сушенето под въздействието на слънчева топлина, защото отпадат разходите за топлинна енергия. Голямо значение за сушенето има влажността на въздуха. При висока относителна влажност на въздуха (напр. близо до морето, при дъждовно и мъгливо време) сушенето се затруднява, тъй като въздуха не може да поеме изпарената влага. При сушенето се използва така наречената h-x диаграма на влажния въздух, известна в българската и руската литература като диаграма на Рамзин, а в западната литература като диаграма на Молиер.
В диаграмата са изобразени следните свойства на влажния въздух:
- специфична енталпия h (в примера: kJ/kgсух въздух, черни линии)
- абсолютна влажност x (в kgвода/kgсух въздух, виж и Относителна масова концентрация, сиви линии)
- относителна влажност φ (%, сини линии)
- температура t (°C, червени линии)

в някои случаи са зададени и 
- специфичен обем (kg/m3, зелени линии) или плътност на въздуха
- температура на влажния термометър (в примера не е изобразена)

Диаграмата важи обикновено за атмосферно налягане (760 mmHg ~ 1,01325 bar). При други налягания свойствата на влажния въздух се променят.
Областта над φ = 100% съответства на влажния въздух, под нея на смес от влажен въздух и водни капки (т.е. мъгла) В диаграмата може да се изобразят напр. нагряване (вертикални линии), сушене (протича паралелно на изенталпите h = const.), смесване на два въздушни потока с различна влажност, да се отчете т. нар. точка на оросяване и др.
Важна особеност е, че за удобство при отчитане на параметрите диаграмата не е правоъгълна, т.е. главните оси h и x не са под ъгъл 90°.
Сушенето може да бъде много енергоемко, защото водата има висока топлина на изпарение. Затова при възможност част от влагата се остстранява предварително чрез филтруване, центрофугиране и др. методи.